# Mesoleius comeaui
Mesoleius comeaui là một loài tò vò trong họ Ichneumonidae.